# Lycalopex sechurae
A popularmente chamada raposa-do-deserto-peruana (Lycalopex sechurae) é uma espécie de canídeo que habita os desertos costeiros do norte do Peru e do sul do Equador. É o menor canídeo sul americano e não se trata de uma raposa, pois não há raposas nativas da América do Sul. Essa espécie foi chamada assim pelos primeiros colonizadores europeus, pois naquela época o único canídeo selvagem que havia na Europa eram as raposas, cuja aparência é semelhante aos animais dos gêneros Lycalopex e Cerdocyon (graxaim do mato). 

## Descrição
A raposa-do-deserto-peruana é pequena para um canídeo, pesando de 2,6 a 4,2 kg, com comprimento de cabeça e corpo de 50 a 78 centímetros e cauda de 27 a 34 centímetros. Sua pelagem é acinzentada na maior parte do corpo, desbotando para branco, fulvo ou creme na parte inferior. O rosto é cinza, com marcas variando do castanho ao avermelhado na parte de trás das orelhas, ao redor dos olhos e nas pernas. O focinho é escuro e o lábio superior e queixo brancos. Sua cauda é preta. Tem dentes pequenos, adaptados para se alimentar de insetos e plantas secas, com dentes caninos parecidos com os de "raposas verdadeiras" (gênero Vulpes).
O número de cromossomos é 2n = 74.

## Distribuição
Identificada pela primeira vez no deserto de Sechura, a raposa pode ser encontrada nas zonas costeiras do noroeste do Peru e sudoeste do Equador. No Equador, foi observada nas províncias de Manabi, Santa Elena, Guayas, El Oro, Azuay e Loja. No Peru, se distribui na encosta ocidental dos Andes, entre a fronteira com o Equador e Lima. Dentro desta região, Lycalopex sechurae foi relatada em ambientes desérticos e praias adjacentes, áreas cultivadas, florestas secas, contrafortes, falésias e encostas. Ocorre desde o nível do mar até acima de 1.000 m, e talvez até 2.000 m.
Não há subespécies reconhecidas. Vários fósseis de raposas-do-deserto-peruana foram identificados, datando desde o final do Pleistoceno do Equador e Peru, perto da faixa moderna. A análise genética sugere que o parente vivo mais próximo da raposa raposa-do-deserto-peruana é a raposa-de-Darwin, que é nativa do Chile.

## Comportamento e dieta
A raposa-do-deserto-peruana é noturna e passa as horas do dia em uma toca cavada no chão. Geralmente é solitário, embora ocasionalmente seja visto viajando em pares. Os filhotes nascem em outubro e novembro, embora pouco se saiba sobre seu comportamento reprodutivo.
L. sechurae é um omnívoro oportunista, capaz de ser estritamente herbívoro quando necessário. Sua dieta varia amplamente dependendo da estação, do habitat local e da disponibilidade de alimentos. A raposa-do-deserto-peruana normalmente se alimenta de cascas de sementes, frutos, insetos, roedores, ovos de aves e carniça. A falta de água em habitats desérticos sugere que a espécie pode sobreviver sem beber água por longos períodos de tempo, subsistindo apenas da água proveniente da alimentação.

## Conservação
A raposa-do-deserto-peruana está ameaçada pela perda de habitat, que foi particularmente extensa no Equador. Eles são conhecidos por atacar galinhas, e são caçados para reduzir esses ataques e para que suas partes do corpo possam ser usadas no artesanato local, medicina tradicional, ou rituais. É considerada de baixo risco no Equador, e a caça não é permitida no Peru sem licença. A espécie está listada como Quase Ameaçada pela IUCN.